# Mymonaviridae
Famille
Les Mymonaviridae sont une famille de virus à ARN de polarité négative de l'ordre des Mononegavirales,. Leurs hôtes naturels sont des Fungi (champignons). Le nom est un mot-valise formé à partir du grec ancien myco, qui signifie « champignon », et de la première syllabe de l'ordre des Mononegavirales. Cette famille a été créée après la découverte du Sclerotinia sclerotiorum negative-stranded RNA virus 1 (SsNSRV-1) chez des champignons parasites Sclerotinia sclerotiorum,.

## Taxonomie
La famille contient les genres suivants et espèces suivants :
- Hubramonavirus
  - Hubei hubramonavirus
  - Lentinula hubramonavirus
- Sclerotimonavirus
  - Dadou sclerotimonavirus
  - Drop sclerotimonavirus
  - Glycine sclerotimonavirus
  - Hubei sclerotimonavirus
  - Illinois sclerotimonavirus
  - Phyllosphere sclerotimonavirus
  - Sclerotinia sclerotimonavirus